# Calculul datei de Paște
| An   | Occidental | Oriental   |
| ---- | ---------- | ---------- |
| 2005 | 27 martie  | 1 mai      |
| 2006 | 16 aprilie | 23 aprilie |
| 2007 | 8 aprilie  | 8 aprilie  |
| 2008 | 23 martie  | 27 aprilie |
| 2009 | 12 aprilie | 19 aprilie |
| 2010 | 4 aprilie  | 4 aprilie  |
| 2011 | 24 aprilie | 24 aprilie |
| 2012 | 8 aprilie  | 15 aprilie |
| 2013 | 31 martie  | 5 mai      |
| 2014 | 20 aprilie | 20 aprilie |
| 2015 | 5 aprilie  | 12 aprilie |
| 2016 | 27 martie  | 1 mai      |
| 2017 | 16 aprilie | 16 aprilie |
| 2018 | 1 aprilie  | 8 aprilie  |
| 2019 | 21 aprilie | 28 aprilie |
| 2020 | 12 aprilie | 19 aprilie |
| 2021 | 4 aprilie  | 2 mai      |
| 2022 | 17 aprilie | 24 aprilie |
| 2023 | 9 aprilie  | 16 aprilie |
| 2024 | 31 martie  | 5 mai      |
| 2025 | 20 aprilie | 20 aprilie |
| 2026 | 5 aprilie  | 12 aprilie |
| 2027 | 28 martie  | 2 mai      |
| 2028 | 16 aprilie | 16 aprilie |
| 2029 | 1 aprilie  | 8 aprilie  |
| 2030 | 21 aprilie | 28 aprilie |
| 2031 | 13 aprilie | 13 aprilie |
| 2032 | 28 martie  | 2 mai      |
| 2033 | 17 aprilie | 24 aprilie |
| 2034 | 9 aprilie  | 9 aprilie  |
| 2035 | 25 martie  | 29 aprilie |
| 2036 | 13 aprilie | 20 aprilie |
| 2037 | 5 aprilie  | 5 aprilie  |
| 2038 | 25 aprilie | 25 aprilie |
| 2039 | 10 aprilie | 17 aprilie |
| 2040 | 1 aprilie  | 6 mai      |
| 2041 | 21 aprilie | 21 aprilie |
| 2042 | 6 aprilie  | 13 aprilie |
| 2043 | 29 martie  | 3 mai      |
| 2044 | 17 aprilie | 24 aprilie |
| 2045 | 9 aprilie  | 9 aprilie  |

Ca sărbătoare mobilă, data Paștelui este determinată în fiecare an printr-un calcul numit Computus paschalis – sau paschalion, mai ales în Biserica Ortodoxă. Paștele este sărbătorit duminica următoare după Luna plină pascală (o aproximație matematică a primei Luni pline astronomice de după 21 martie –  ea însăși o aproximație fixă a echinocțiului de primăvară). Determinarea acestei date în avans necesită o corelație între lunile lunare și anul solar, luând în considerare și luna, ziua și săptămâna din calendarul iulian sau gregorian. Complexitatea algoritmului provine din dorința de a asocia data Paștelui cu cea a sărbătorii evreiești Pesah, care, conform credinței creștine, este momentul crucificării lui Isus.
Inițial, era posibil ca întreaga Biserică creștină să primească data Paștelui în fiecare an printr-un anunț al papei. Totuși, până la începutul secolului al III-lea, comunicațiile din Imperiul Roman se deterioraseră atât de mult încât biserica a pus mare valoare pe un sistem care să permită clericilor să determine data în mod independent, dar consistent. În plus, biserica dorea să elimine dependența de Calendarul ebraic, derivând data Paștelui direct din echinocțiul de primăvară.
În Calculul timpului (725), Beda folosește termenul computus ca un termen general pentru orice fel de calcul, deși se referă la ciclurile pascale ale Teofil drept un "computus pascal". Până la sfârșitul secolului al VIII-lea, computus a început să se refere specific la calculul timpului.
Calculele oferă rezultate diferite în funcție de utilizarea calendarului iulian sau gregorian. Din acest motiv, Biserica Catolică și Bisericile protestante (care urmează calendarul gregorian) sărbătoresc Paștele într-o altă dată decât Bisericile Ortodoxe Răsăritene și Orientale (care folosesc calendarul iulian). Abaterea datei de 21 martie față de echinocțiul observat a condus la Reforma calendaristică gregoriană, pentru a le realinia.

## Istorie
Cele mai vechi tabele romane cunoscute au fost create în anul 222 de Hippolytus din Roma, bazându-se pe cicluri de opt ani. Mai târziu, tabele cu cicluri de 84 de ani au fost introduse la Roma de Augustalis spre sfârșitul secolului al III-lea. Deși o metodă bazată pe ciclul metonic de 19 ani a fost propusă pentru prima dată de episcopul Anatolius din Laodicea în jurul anului 277, conceptul nu a fost adoptat pe scară largă până când metoda alexandrină a devenit autoritară la sfârșitul secolului al IV-lea.
Calculul alexandrin (computus) a fost adaptat din calendarul alexandrin în calendarul iulian la Alexandria în jurul anului 440, rezultând un tabel pascal (atribuit papei Chiril al Alexandriei) care acoperea anii 437–531. Acest tabel pascal a inspirat pe Dionisie Exiguul, care a lucrat la Roma între anii 500 și 540, să creeze o continuare sub forma celebrului său tabel pascal acoperind anii 532–616. Dionisie a introdus Era Creștină (numărătoarea anilor de la Întruparea lui Hristos) publicând acest nou tabel pascal în anul 525.
Un ciclu modificat de 84 de ani a fost adoptat la Roma în prima jumătate a secolului al IV-lea. Victorius din Aquitania a încercat să adapteze metoda alexandrină la regulile romane în 457 sub forma unui tabel de 532 de ani, dar a introdus erori grave. Aceste tabele victoriene au fost folosite în Galia (actuala Franța) și Spania până când au fost înlocuite de tabelele dionisiene la sfârșitul secolului al VIII-lea.
Tabelele lui Dionisie și Victorius intrau în conflict cu cele folosite în mod tradițional în Insulele Britanice. Britanicii foloseau un ciclu de 84 de ani, dar o eroare făcea ca lunile pline să cadă progresiv prea devreme. Discrepanța a dus la o situație în care regina Eanflæd, care urma sistemul dionisian –  jețuna în Duminica Floriilor, în timp ce soțul ei, Oswiu, regele Northumbriei, sărbătorea Paștele.
Ca urmare a Sinodului de la Magh-Lene din Irlanda în anul 630, irlandezii din sud au început să folosească tabelele dionisiene, iar englezii din nord au urmat exemplul după Sinodul de la Whitby din 664.
Calculul dionisian a fost descris în detaliu de Beda în 725. Este posibil ca Carol cel Mare să-l fi adoptat pentru Biserica francă încă din 782 prin intermediul lui Alcuin, un discipol al Bedei. Calculul dionisian/bedan (computus) a rămas în uz în Europa de Vest până la reforma calendarului gregorian și este încă folosit de majoritatea Bisericilor Orientale, inclusiv de vasta majoritate a Bisericilor Ortodoxe Răsăritene și a Bisericilor Necalcedoniene. Singura biserică ortodoxă care nu folosește acest sistem este Biserica Ortodoxă Finlandeză, care utilizează calendarul gregorian.

## Teorie
Ciclul pascal grupează zilele în luni lunare, care au fie 29, fie 30 de zile. Există o excepție: luna care se termină în martie are în mod normal 30 de zile, dar dacă include 29 februarie (an bisect), va avea 31 de zile. Deoarece aceste grupări se bazează pe ciclu lunar, pe termen lung lungimea medie a unei luni în calendarul lunar este o bună aproximare a lunăției (lunii sinodice), care durează 29.53059 zile.
Un an lunar conține 12 luni sinodice, totalizând 354 sau 355 de zile. Anul lunar este cu aproximativ 11 zile mai scurt decât anul calendaristic (solar), care are 365 sau 366 de zile. Aceste zile suplimentare se numesc epacte (ἐπακταὶ ἡμέραι - "zile intercalare").
Pentru a corela cele două calendare, epactele trebuie adăugate la ziua din anul solar pentru a obține ziua corectă în anul lunar. Când epacta depășește 30, se intercalează o lună suplimentară (embolismică) de 30 de zile, după care se scade 30 din epactă. Charles Wheatly explică acest sistem:
"Începând anul cu martie (conform vechii tradiții), ei alocau 30 de zile pentru luna care se termina în martie și 29 pentru cea din aprilie; apoi 30 pentru mai și 29 pentru iunie etc., conform versurilor antice:
Impar luna pari, par fiet in impare mense;

In quo completur mensi lunatio detur.

Primele, terțile, cincile, șaptele, nouăle și unsprezecele luni (impares menses) au lunile de 30 de zile fiecare (pares lunae), în timp ce a doua, a patra, a șasea, a opta, a zecea și a douăsprezecea lună (pares menses) au doar 29 de zile (impares lunae)."— Wheatly, Charles. *A Rational Illustration of the Book of Common Prayer*. Oxford, 1871, p. 44.
Astfel, luna lunară preia numele lunii iuliene în care se termină. Ciclul metonic de 19 ani presupune că 19 ani tropicali echivalează cu 235 de luni sinodice. După 19 ani, fazele lunii ar trebui să coincidă cu aceleași date solare, iar epactele să se repete. Totuși, în 19 ani epacta crește cu 19 × 11 = 209 ≡ 29 (mod 30), nu 0 (mod 30). Aceasta necesită o corecție suplimentară numită saltus lunae ("saltul lunii"), realizată prin reducerea la 29 de zile a lunii lunare care începe pe 1 iulie în ultimul an al ciclului, creând astfel trei luni consecutive de 29 de zile.
Lunile suplimentare de 30 de zile erau plasate strategic: 1 ianuarie (anul 3), 2 septembrie (anul 5), 6 martie (anul 8), 3 ianuarie (anul 11), 31 decembrie (anul 13), 1 septembrie (anul 16) și 5 martie (anul 19).
Numărul de ordine al anului în ciclul de 19 ani se numește "numărul de aur" și se calculează cu formula:
GN = (Y mod 19) + 1
unde Y este anul erei creștine. Un ciclu de 19 ani poate avea 4 sau 5 ani bisecți, dar un ciclu Callippic de 76 de ani (4×19) are întotdeauna 27.759 de zile (76×365 + 19) și 940 de luni lunare (235×4), cu o lungime medie de ~29.530851 zile - ușor mai mult decât lunăția reală (~29.53059 zile), ceea ce, fără corecții (ca în sistemul gregorian), face ca luna plină pascală să devieze treptat de la luna plină astronomică.
Luna pascală este prima lună din an al cărei a 14-a zi (luna plină ecleziastică) cade pe sau după 21 martie. Paștele este duminica următoare. În calendarul solar, Paștele este o sărbătoare mobilă cu o variație de 35 de zile (22 martie - 25 aprilie), dar în calendarul lunar este întotdeauna a treia duminică din luna pascală. În perioada 1900-2199, Paștele gregorian nu poate cădea pe 22 martie.

## Metode tabelare

### Reforma gregoriană acomputus
Deoarece reformarea computus a fost motivul principal pentru introducerea calendarului gregorian în anul 1582, o metodologie corespunzătoare de computus a fost introdusă odată cu noul calendar. Metoda generală de lucru a fost prezentată de Clavius în Cele Șase Canoane (1582), iar o explicație completă a urmat în lucrarea sa Explicatio (1603).
Paștele este duminica care urmează după data Lunii pline paschale. Data Lunii pline paschale este data Lunii pline ecleziastice de după echinocțiul ecleziastic din 21 martie.  A paisprezecea zi a lunii lunare este considerată ecleziastic ziua Lunii pline. Este ziua lunii lunare în care momentul opoziției ("Lună plină") este cel mai probabil să apară.
Metoda gregoriană determină datele Lunii noi prin calcularea epactei pentru fiecare an. Epacta poate avea o valoare de la * (0 sau 30) la 29 de zile. Reprezintă vârsta Lunii în zile (adică data lunară) la 1 ianuarie, redusă cu o zi.  "Luna nouă" este cel mai probabil vizibilă (ca o semilună subțire pe cerul vestic după apus) în prima zi a lunii lunare. Conjuncția dintre Soare și Lună ("Lună nouă") este cel mai probabil să se producă în ziua precedentă, care este ziua 29 a unei luni "goale" (de 29 de zile) sau ziua 30 a unei luni "pline" (de 30 de zile).
Istoric, în ciclul pascal al lui Beda Venerabilis, data Lunii pline paschale pentru un an se găsea din numărul său de ordine în ciclul Metonic, numit numărul de aur, care repetă faza lunară la 1 ianuarie la fiecare 19 ani. Această metodă a fost modificată în reforma gregoriană deoarece datele tabelare devin necorespunzătoare cu realitatea după aproximativ două secole. Din metoda epactei, poate fi construit un tabel simplificat cu o validitate de unul până la trei secole.
În sistemul răsăritean, Luna plină paschală este de obicei cu 4 zile mai târzie decât în cel occidental. Ea apare cu 34 de zile mai târziu în 5 din cei 19 ani, și cu 5 zile mai târziu în anii 6 și 17. Acest lucru se întâmplă deoarece, în acești ani, sistemul gregorian plasează Luna plină paschală cu o zi mai devreme decât ar fi normal, pentru a menține Paștele înainte de 26 aprilie, așa cum este explicat mai jos. În anul 2100, diferența va crește cu încă o zi.

#### Calendarium
Epactele sunt utilizate pentru a determina datele lunii noi în următorul mod: se întocmește un tabel cu toate cele 365 de zile ale anului (ziua bisectă este ignorată). Apoi, se etichetează toate datele cu numerale romane în ordine descrescătoare, de la "*" (0 sau 30), "xxix" (29), până la "i" (1), începând cu 1 ianuarie, și se repetă până la sfârșitul anului. Totuși, în fiecare a doua astfel de perioadă se numără doar 29 de zile, iar data etichetată cu "xxv" (25) primește și eticheta "xxiv" (24). A treisprezecea perioadă (ultimele unsprezece zile) este considerată lungă, astfel încât etichetele "xxv" și "xxiv" sunt atribuite datelor consecutive (26 și 27 decembrie, respectiv).
Se adaugă eticheta "25" la datele care au "xxv" în perioadele de 30 de zile; dar în perioadele de 29 de zile (care au "xxiv" împreună cu "xxv"), se adaugă eticheta "25" la data cu "xxvi". Distribuția lungimilor lunilor și ciclurile epactelor sunt astfel încât fiecare lună calendaristică începe și se încheie cu aceeași etichetă de epactă, cu excepția lunii februarie și, într-o oarecare măsură, a lunii august, care începe cu dubla etichetă "xxv"/"xxiv", dar se încheie cu eticheta unică "xxiv". Acest tabel se numește calendarium. Lunile noi ecleziastice pentru orice an sunt acele date în care este introdusă epacta anului respectiv.
Dacă epacta pentru un an este, de exemplu, 27, atunci există o lună nouă ecleziastică în fiecare dată a acelui an care are eticheta "xxvii" (27). Dacă epacta este 25, apare o complicație, introdusă pentru a evita ca luna nouă ecleziastică să cadă pe aceeași dată de două ori într-un ciclu Metonic. Dacă ciclul de epacte în vigoare include epacta 24 (cum este cazul ciclului utilizat din 1900 până în 2199), atunci o epactă de 25 plasează luna nouă ecleziastică pe 4 aprilie (având eticheta "25"), altfel aceasta va fi pe 5 aprilie (având eticheta "xxv").
O epactă de 25 care dă 4 aprilie poate apărea doar dacă numărul de aur este mai mare decât 11. În acest caz, va fi la 11 ani după un an cu epacta 24. De exemplu, în 1954, numărul de aur a fost 17, epacta a fost 25, luna nouă ecleziastică a fost calculată pe 4 aprilie, iar luna plină pe 17 aprilie. Paștele a fost pe 18 aprilie, și nu pe 25 aprilie, cum ar fi fost în alte cazuri, cum ar fi în 1886, când numărul de aur a fost 6. Acest sistem intercalează automat șapte luni pe ciclu Metonic.
Etichetați toate datele din tabel cu literele de la "A" la "G", începând cu 1 ianuarie, și repetați până la sfârșitul anului. Dacă, de exemplu, prima duminică a anului este pe 5 ianuarie, care are litera "E", atunci fiecare dată cu litera "E" este o duminică în acel an. Apoi, "E" se numește litera dominicală (DL) pentru acel an – de la Format:Langnf. Litera dominicală ciclază înapoi cu o poziție în fiecare an. În anii bisecți, după 24 februarie, duminicile cad pe litera anterioară din ciclu, astfel încât anii bisecți au două litere dominicale: prima pentru perioada dinaintea zilei bisecte, iar a doua pentru perioada de după.
În practică, pentru calculul Paștelui, nu este necesar să se facă acest lucru pentru toate cele 365 de zile ale anului. Pentru epacte, luna martie coincide exact cu ianuarie, deoarece 31 + 28 zile = 30 + 29 epacte, așa că nu este necesar să se calculeze ianuarie sau februarie. Pentru a evita calcularea literelor dominicale pentru ianuarie și februarie, se începe cu D pentru 1 martie. Epactele sunt necesare doar de la 8 martie până la 5 aprilie.
| Etichetă epactă | Martie | DL | Aprilie | DL |
| --------------- | ------ | -- | ------- | -- |
| *               | 1      | D  |         |    |
| xxix            | 2      | E  | 1       | G  |
| xxviii          | 3      | F  | 2       | A  |
| xxvii           | 4      | G  | 3       | B  |
| xxvi            | 5      | A  | 4       | C  |
| 25              | 6      | B  | 4       | C  |
| xxv             | 6      | B  | 5       | D  |
| xxiv            | 7      | C  | 5       | D  |
| xxiii           | 8      | D  | 6       | E  |
| xxii            | 9      | E  | 7       | F  |
| xxi             | 10     | F  | 8       | G  |
| xx              | 11     | G  | 9       | A  |
| xix             | 12     | A  | 10      | B  |
| xviii           | 13     | B  | 11      | C  |
| xvii            | 14     | C  | 12      | D  |
| xvi             | 15     | D  | 13      | E  |
| xv              | 16     | E  | 14      | F  |
| xiv             | 17     | F  | 15      | G  |
| xiii            | 18     | G  | 16      | A  |
| xii             | 19     | A  | 17      | B  |
| xi              | 20     | B  | 18      | C  |
| x               | 21     | C  | 19      | D  |
| ix              | 22     | D  | 20      | E  |
| viii            | 23     | E  | 21      | F  |
| vii             | 24     | F  | 22      | G  |
| vi              | 25     | G  | 23      | A  |
| v               | 26     | A  | 24      | B  |
| iv              | 27     | B  | 25      | C  |
| iii             | 28     | C  | 26      | D  |
| ii              | 29     | D  | 27      | E  |
| i               | 30     | E  | 28      | F  |
| *               | 31     | F  | 29      | G  |
| xxix            |        |    | 30      | A  |

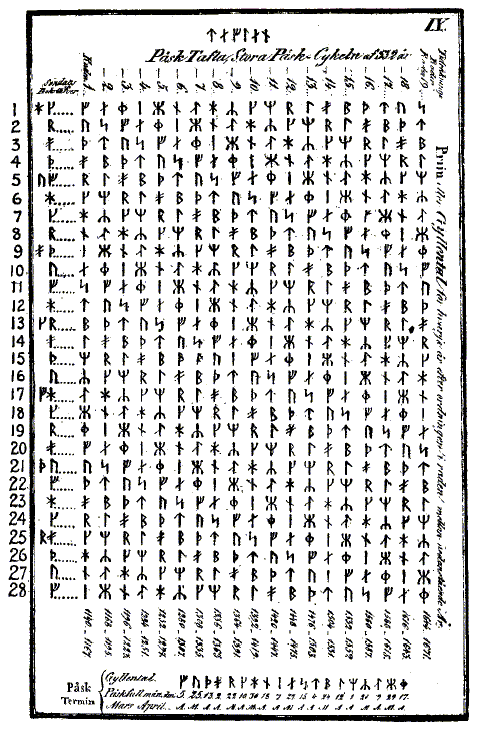
Tabel din Suedia pentru găsirea datei Paștelui 1140–1671 conform calendarului iulian. Fiecare coloană corespunde unei perioade de 28 de ani. Observați runele folosite ca simboluri arbitrare.

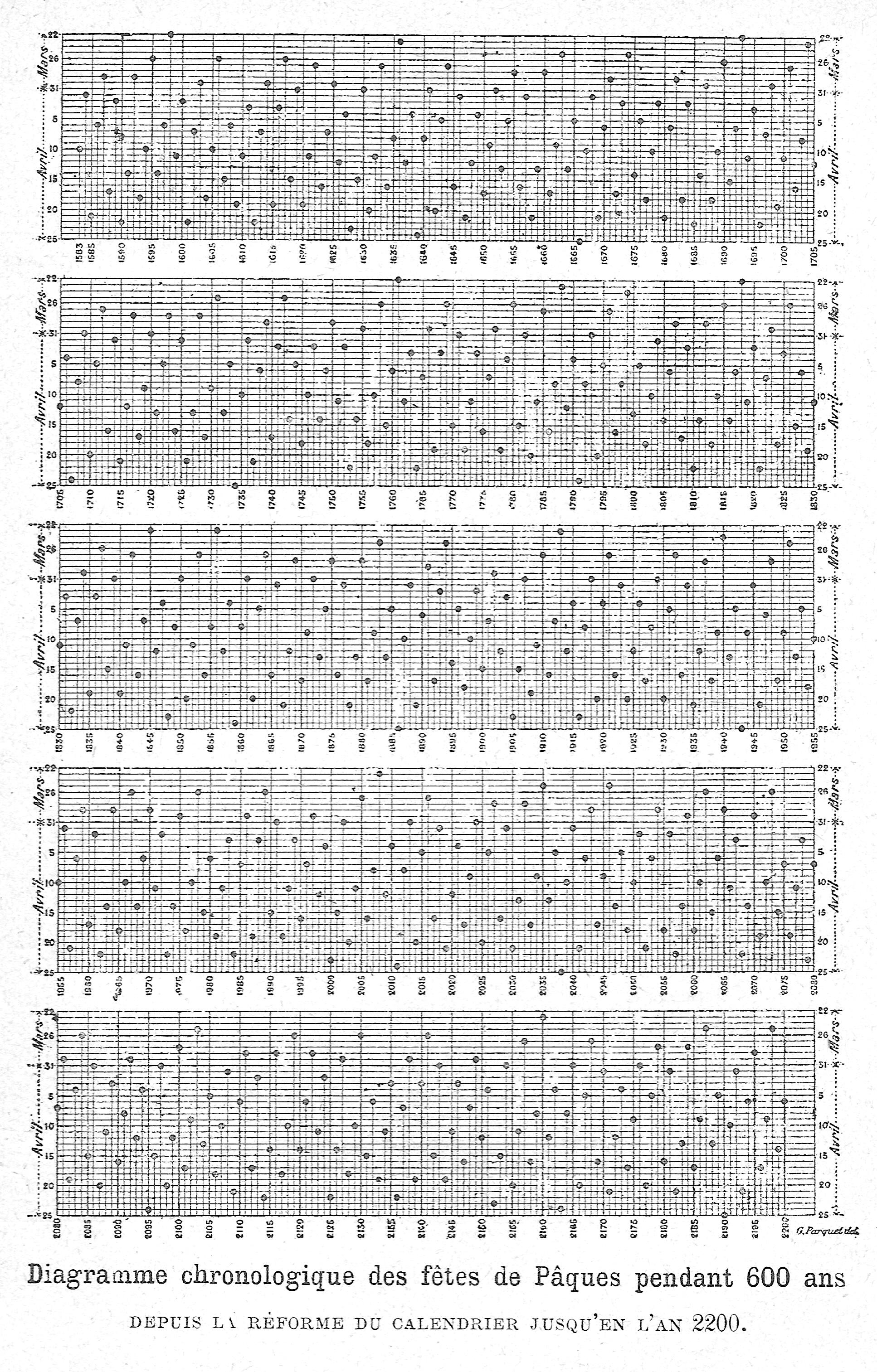
Diagramă cronologică a datei Paștelui pe 600 de ani, de la reforma calendarului gregorian până în anul 2200 (de Camille Flammarion, 1907).

De exemplu, dacă epacta este 27, o lună nouă ecleziastică apare în fiecare dată etichetată ''xxvii''. Luna plină ecleziastică apare 13 zile mai târziu. Din tabelul de mai sus, aceasta înseamnă lunile noi pe 4 martie și 3 aprilie, iar lunile pline pe 17 martie și 16 aprilie.
Paștele este prima duminică după prima lună plină ecleziastică de după 21 martie. 
În exemplul dat, această lună plină paschală este pe 16 aprilie. Dacă litera dominicală este E, atunci Paștele va fi pe 20 aprilie.

#### Corecții
Eticheta **25** (distinctă de "xxv") este utilizată astfel: Într-un ciclu Metonic, anii aflați la interval de 11 ani au epacte care diferă cu o zi. O lună care începe pe o dată având etichetele "xxiv" și "xxv" scrise alături are fie 29, fie 30 de zile. Dacă epactele 24 și 25 apar ambele într-un singur ciclu Metonic, atunci lunile noi (și cele pline) ar cădea pe aceleași date în acești doi ani. Acest lucru este posibil pentru luna reală dar este inestetic într-un calendar lunar schematic; datele ar trebui să se repete doar după 19 ani. Pentru a evita acest lucru, în anii care au epacta 25 și cu un Număr de Aur mai mare decât 11, luna nouă calculată cade pe data cu eticheta **25** în loc de **xxv**. Acest lucru nu transferă problema la perechea "25" și "xxvi", deoarece cea mai devreme epactă 26 care ar putea apărea ar fi în anul 23 al ciclului, care durează doar 19 ani: există un saltus lunae între care face ca lunile noi să cadă pe date separate.
Calendarul gregorian are o corecție la anul tropical prin eliminarea a trei zile bisecte în 400 de ani (întotdeauna într-un an de secol). Aceasta este o corecție la lungimea anului tropical, dar nu ar trebui să aibă niciun efect asupra relației Metonice dintre ani și lunații. Prin urmare, epacta este compensată pentru aceasta (parțial –  vezi epactă) prin scăderea unei unități în acești ani de secol. Aceasta este așa-numita **corecție solară** sau "ecuație solară" ("ecuație" fiind utilizată în sensul medieval de "corecție").
Totuși, 19 ani iulieni necorectați sunt puțin mai lungi decât 235 lunații. Diferența se acumulează la o zi în aproximativ 308 de ani, sau 0,00324 zile pe an. Într-un ciclu, epacta scade datorită corecției solare cu 19×0,0075=0,1425 în medie, deci un ciclu este echivalent cu 235 − 0,1425/30 = 234,99525 luni, în timp ce există de fapt 19×365,2425/29,5305889≈234,997261 luni sinodice. Diferența de 0,002011 luni sinodice pe ciclu de 19 ani, sau 0,003126 zile pe an, necesită o corecție lunară ocazională a epactei. În calendarul gregorian, aceasta se face prin adăugarea unei unități de opt ori în 2.500 de ani (gregorieni) (puțin peste 2500×0,003126, sau aproximativ 7,8), întotdeauna într-un an de secol: aceasta este așa-numita **corecție lunară** (denumită istoric "ecuație lunară"). Prima a fost aplicată în 1800, următoarea va fi în 2100 și va fi aplicată la fiecare 300 de ani, cu excepția unui interval de 400 de ani între 3900 și 4300, care începe un nou ciclu. La momentul reformei, epactele au fost modificate cu 7, chiar dacă au fost sărite 10 zile, pentru a face o corecție de trei zile la momentul lunilor noi.
Corecțiile solare și lunare acționează în direcții opuse, iar în unii ani de secol (de exemplu, 1800 și 2100) se anulează reciproc. Rezultatul este că calendarul lunar gregorian utilizează un tabel de epacte valabil pentru o perioadă de la 100 la 300 de ani. Tabelul de epacte enumerat mai sus este valabil pentru secolele al XX-lea, al XXI-lea și al XXII-lea.
După cum se explică mai jos, datele Paștelui se repetă după 5,7 milioane de ani, iar pe această perioadă lungimea medie a unei luni ecleziastice este de 2.081.882.250/70.499.183≈29,5305869 zile, care diferă de lungimea actuală medie a lunației (29,5305889 zile: vezi Lună#Lunația sinodică) la a șasea zecimală. Aceasta corespunde unei erori de mai puțin de o zi în faza lunii pe parcursul a 40.000 de ani, dar, de fapt, lungimea unei zile se schimbă (la fel și lungimea unei lunații sinodice), astfel încât sistemul nu este precis pe astfel de perioade. Consultați articolul ΔT (cronometrare) pentru informații despre schimbarea cumulativă a lungimii zilei.

#### Detalii
Această metodă de calcul are mai multe subtilități:
Alternativ, fiecare lună lunară are doar 29 de zile, așa că o zi trebuie să aibă două (din cele 30) etichete de epactă atribuite. Motivul pentru mutarea etichetei de epactă "xxv/25" în loc de oricare alta pare să fie următorul: Conform lui Dionisie (în scrisoarea sa introductivă către Petronius), sinodul de la Niceea, pe autoritatea lui Eusebiu, a stabilit că prima lună a anului lunar ecleziastic (luna pascală) ar trebui să înceapă între 8 martie și 5 aprilie inclusiv, iar a 14-a zi să cadă între 21 martie și 18 aprilie inclusiv, acoperind astfel o perioadă de (doar) 29 de zile. O lună nouă pe 7 martie, care are eticheta de epactă "xxiv", are a 14-a zi (lună plină) pe 20 martie, care este prea devreme (nu urmează după 20 martie). Astfel, anii cu o epactă de "xxiv", dacă luna lunară începând cu 7 martie ar avea 30 de zile, ar avea luna nouă pascală pe 6 aprilie, care este prea târziu: Luna plină ar cădea pe 19 aprilie, iar Paștele ar putea fi până pe 26 aprilie. În calendarul iulian, cea mai târzie dată a Paștelui era 25 aprilie, iar reforma gregoriană a menținut această limită. Prin urmare, luna plină pascală trebuie să cadă nu mai târziu de 18 aprilie, iar luna nouă pe 5 aprilie, care are eticheta de epactă "xxv". Prin urmare, 5 aprilie trebuie să aibă etichetele duble de epactă "xxiv" și "xxv". Apoi, epacta "xxv" trebuie tratată diferit, așa cum este explicat în secțiunea anterioară.

Datele Paștelui, 1900-2199

Distribuția frecvenței pentru data Paștelui este slab definită, deoarece la fiecare 100 până la 300 de ani, maparea de la numărul de aur la epactă se schimbă, iar distribuția frecvenței pe termen lung este valabilă doar pe o perioadă de milioane de ani (vezi mai jos), în timp ce sistemul cu siguranță nu va fi folosit atât de mult. Maparea actuală, valabilă din 1900 până în 2199, oferă date de Paște cu frecvențe extrem de variate. 22 martie nu poate apărea niciodată, în timp ce 31 martie apare de 13 ori în acest interval de 300 de ani.

Distribuția datei Paștelui pentru întregul ciclu de 5.700.000 de ani

Dacă ne întrebăm care ar fi distribuția pe întreaga perioadă de 5,7 milioane de ani după care datele se repetă, această distribuție este destul de diferită de distribuția din perioada 1900-2199 sau chiar de distribuția din perioada de la reformă până acum. Data Paștelui într-un an dat depinde doar de epacta pentru anul respectiv, numărul său de aur și litera dominicală, care ne spune ce zile sunt duminici. Dacă mergem înainte 3.230.000 de ani dintr-un an anume, găsim un an în același punct al ciclului gregorian de 400 de ani și cu același număr de aur, dar cu epacta crescută cu 1. Prin urmare, pe termen lung, toate cele treizeci de epacte sunt la fel de probabile. Pe de altă parte, literele dominicale nu au toate aceeași frecvență – anii cu literele A și C (la sfârșitul anului) apar în 14% din cazuri fiecare, E și F apar în 14,25% din cazuri, iar B, D și G apar în 14,5% din cazuri. Ținând cont de complicația legată de epacta 25, aceasta dă distribuția prezentată în al doilea grafic. 19 aprilie este cea mai frecventă, deoarece atunci când epacta este 25, luna plină ecleziastică cade pe 17 sau 18 aprilie (în funcție de numărul de aur), iar ea cade, de asemenea, pe aceste date când epacta este 26 sau, respectiv, 24. Există șapte zile în care luna plină poate cădea, inclusiv 17 aprilie și 18 aprilie, pentru ca Paștele să fie pe 19 aprilie (aceasta este, de asemenea, cea mai târzie dată posibilă pentru Paște în care luna plină ecleziastică poate cădea într-o sâmbătă, deoarece 18 aprilie este cea mai târzie dată pentru luna plină ecleziastică, iar Paștele este a doua zi dacă luna plină ecleziastică este într-o sâmbătă). Ca urmare, 19 aprilie este data în care Paștele cade cel mai frecvent în calendarul gregorian, având loc aproximativ o dată la fiecare 26 de ani. 22 martie este cea mai puțin frecventă, apărând doar în 1⁄208 ani.
Relația dintre datele calendaristice lunare și solare este făcută independent de sistemul anilor bisecți pentru anul solar. În esență, calendarul gregorian folosește încă calendarul iulian cu o zi bisectă la fiecare patru ani, astfel încât un ciclu Metonic de 19 ani are 6.940 sau 6.939 de zile cu cinci sau patru zile bisecte. În prezent, ciclul lunar numără doar 19 × 354 + 19 × 11 = 6.935 de zile. Prin neetichetarea și necalcularea zilei bisecte cu un număr de epactă, dar având următoarea lună nouă să cadă în aceeași dată calendaristică ca și fără ziua bisectă, lunația curentă este prelungită cu o zi, iar cele 235 de lunații acoperă tot atâtea zile cât cele 19 ani (atâta timp cât cei 19 ani nu includ o "corecție solară" ca în 1900). Astfel, povara sincronizării calendarului cu luna (precizie pe termen mediu) este transferată calendarului solar, care poate folosi orice schemă de intercalare adecvată, toate bazate pe presupunerea că 19 ani solari = 235 lunații (creând o inexactitate pe termen lung dacă nu este corectată printr-o "corecție lunară"). O consecință este că vârsta calculată a lunii poate fi eronată cu o zi și, de asemenea, că lunațiile care conțin ziua bisectă pot avea 31 de zile, ceea ce nu s-ar întâmpla niciodată dacă s-ar urmări luna reală (inexactități pe termen scurt). Acesta este prețul unei potriviri regulate cu calendarul solar.
Din perspectiva celor care ar putea dori să folosească ciclul pascal gregorian ca un calendar pentru întregul an, există unele defecte în calendarul lunar gregorian (deși acestea nu au niciun efect asupra lunii pascale și a datei Paștelui): 1. Apariția lunațiilor de 31 (și uneori de 28) de zile. 2. Dacă un an cu Numărul de Aur 19 se întâmplă să aibă epacta 19, atunci ultima lună nouă ecleziastică cade pe 2 decembrie; următoarea ar fi trebuit să fie pe 1 ianuarie. Cu toate acestea, la începutul noului an, un saltus lunae crește epacta cu încă o unitate, iar luna nouă ar fi trebuit să apară în ziua precedentă. Astfel, o lună nouă este ratată. Calendarium-ul din Missale Romanum ține cont de acest lucru prin atribuirea etichetei de epactă "19" în loc de "xx" la 31 decembrie a unui astfel de an, făcând din acea dată luna nouă. Acest lucru s-a întâmplat la fiecare 19 ani când tabelul original de epacte gregorian era în vigoare (pentru ultima dată în 1690) și se va întâmpla din nou în 8511. 3. Dacă epacta unui an este 20, o lună nouă ecleziastică cade pe 31 decembrie. Dacă acel an precede un an de secol, atunci în majoritatea cazurilor, o corecție solară reduce epacta pentru noul an cu unu: Epacta rezultată "*" înseamnă că o altă lună nouă ecleziastică este numărată pe 1 ianuarie. Astfel, formal, a trecut o lunație de o zi. Acest lucru se va întâmpla în continuare în perioada 4199-4200. 4. Alte cazuri limită apar (mult) mai târziu și, dacă regulile sunt urmate strict și aceste cazuri nu sunt tratate special, ele generează date succesive ale lunii noi care sunt la 1, 28, 59 sau (foarte rar) 58 de zile distanță.
O analiză atentă arată că, prin modul în care sunt utilizate și corectate în calendarul gregorian, epactele reprezintă de fapt 1/30 dintr-o lunație și nu zile întregi. Consultați epactă pentru o discuție detaliată.
Corecțiile solare și lunare se repetă după 4 × 25 = 100 de secole. În această perioadă, epacta pentru un anumit număr de aur se modifică cu un total de −1 × 3/4 × 100 + 1 × 8/25 × 100 = −43 ≡ 17 mod 30. Acest număr este prim cu cele 30 de epacte posibile, așa că sunt necesare 100 × 30 = 3.000 de secole înainte ca mapările epactelor să se repete; și 3.000 × 19 = 57.000 de secole înainte ca acestea să se repete la același număr de aur. Nu este evident câte Luni Noi ecleziastice sunt numărate în această perioadă de 5,7 milioane de ani. Ciclurile Metonice adună (5.700.000/19) × 235 = 70.500.000 de lunații. Dar există corecții nete de −43 × (5.700.000/10.000) la epacte, care împărțite la 30 adaugă o corecție de −817 lunații, pentru un total de 70.499.183 de lunații. Acest număr pare să fi fost derivat pentru prima dată de Magnus Georg Paucker în 1837. Este menționat și în capitolul despre calendare (p.744) din Almanahul Nautic din 1931 și în Suplimentul Explicativ din 1992 (p.582). Astfel, datele Paștelui gregorian se repetă în exact aceeași ordine doar după 5.700.000 de ani, 70.499.183 de lunații sau 2.081.882.250 de zile; lungimea medie a lunației este atunci 2.081.882.250/70.499.183 = 29,53058690 zile. Desigur, calendarul ar trebui ajustat după câteva milenii din cauza modificărilor în lungimea anului tropical, a lunii sinodice și a zilei.

Grafice ale datelor Paștelui Occidental și Ortodox comparate cu echinocțiul de martie și lunile pline din perioada 1950-2050 pe calendarul gregorian

Aceasta ridică întrebarea de ce calendarul lunar gregorian are corecții solare și lunare separate, care uneori se anulează reciproc. Lucrarea originală a lui Lilius nu a fost păstrată, dar propunerea sa a fost descrisă în Compendium Novae Rationis Restituendi Kalendarium circulat în 1577, în care se explică că sistemul de corecție pe care l-a conceput urma să fie un instrument perfect flexibil în mâinile viitorilor reformatori ai calendarului, deoarece calendarul solar și lunar puteau fi corectate de acum înainte fără interferențe reciproce. Un exemplu al acestei flexibilități a fost oferit printr-o secvență alternativă de intercalare derivată din teoriile lui Copernic, împreună cu corecțiile de epactă corespunzătoare.
"Corecțiile solare" anulează aproximativ efectul modificărilor gregoriene la zilele bisecte ale calendarului solar asupra calendarului lunar: ele (parțial) readuc ciclul epactelor la relația Metonică originală dintre anul iulian și luna lunară. Neconcordanța inherentă dintre Soare și Lună în acest ciclu de bază de 19 ani este apoi corectată la fiecare trei sau patru secole prin "corecția lunară" a epactelor. Cu toate acestea, corecțiile epactelor au loc la începutul secolelor gregoriene, nu iuliene, și prin urmare ciclul Metonic iulian original nu este restabilit în întregime.
În timp ce cele 4 × 8 − 3 × 25 = 43 de scăderi nete ale epactelor ar putea fi distribuite uniform pe 10.000 de ani (așa cum a fost propus, de exemplu, de Lichtenberg 2003, pp. 45–76. ), dacă corecțiile sunt combinate, atunci inexactitățile celor două cicluri sunt de asemenea adăugate și nu pot fi corectate separat.
Raporturile dintre zilele (solare medii) pe an și zile pe lunație se schimbă atât din cauza variațiilor intrinseci pe termen lung ale orbitelor, cât și pentru că rotația Pământului încetinește din cauza frânării mareice, astfel încât parametrii gregorieni devin din ce în ce mai învechiți.
Acest lucru afectează data echinocțiului, dar se întâmplă ca intervalul dintre echinocțiile de primăvară (emisfera nordică) să fie destul de stabil de-a lungul timpului istoric, mai ales dacă este măsurat în timp solar mediu.
De asemenea, derivarea lunilor pline ecleziastice calculate prin metoda gregoriană în comparație cu lunile pline adevărate este afectată mai puțin decât ne-am aștepta, deoarece creșterea lungimii zilei este aproape exact compensată de creșterea lungimii lunii, deoarece frânarea mareică transferă momentul unghiular al rotației Pământului către momentul unghiular orbital al Lunii.
Valoarea ptolemeică a lungimii lunii sinodice medii, stabilită în jurul secolului al IV-lea î.Hr. de babilonieni, este 29 zile 12 ore 44 minute 3 1/3 secunde (vezi Kidinnu); valoarea actuală este cu 0,46 secunde mai mică (vezi lună nouă). În aceeași perioadă istorică, lungimea anului tropical mediu a scăzut cu aproximativ 10 secunde. (Toate valorile sunt în timp solar mediu.)

#### Legea Calendarului Britanic șiCartea Rugăciunilor Comune
Secțiunea despre metodele tabelare de mai sus descrie argumentele și metodele istorice prin care datele actuale ale Duminicii Paștelui au fost stabilite în secolul al XVI-lea de Biserica Catolică. În Marea Britanie, unde calendarul iulian era încă în uz, Duminica Paștelui a fost definită între 1662 și 1752 (în conformitate cu practica anterioară) printr-un simplu tabel de date din cartea anglicană Cartea Rugăciunilor Comune (decretată prin Legea Uniformității din 1662). Tabelul era indexat direct după numărul de aur și litera dominicală, care (în secțiunea despre Paște a cărții) se presupunea că erau deja cunoscute.
Pentru Imperiul Britanic și colonii, noua determinare a datei Duminicii Paștelui a fost definită prin ceea ce se numește acum Calendar (New Style) Act 1750 într-un anex care declară efectul său asupra Cărții Rugăciunilor Comune. Metoda a fost aleasă pentru a oferi date conforme cu regula gregoriană deja folosită în altă parte, fără a recunoaște vreo autoritate papală. Deoarece Biserica Anglicană este biserica stabilită, Parlamentul a putut (și a făcut-o) să solicite modificarea datelor din Cartea Rugăciunilor Comune în consecință, și prin urmare aceasta este regula generală anglicană. Legea originală poate fi văzută în Statutes at Large 1765 britanice. Anexa la lege include definiția: "Ziua Paștelui (de care depind celelalte) este întotdeauna prima Duminică după Luna Plină, care apare pe sau imediat după a douăzeci și una a lui Martie. Și dacă Luna Plină apare într-o Duminică, Ziua Paștelui este Duminica următoare." Anexa folosește ulterior termenii "Lună Plină Pascală" și "Lună Plină Ecleziastică", făcând clar că aceștia aproximează luna plină reală.
Metoda este destul de distinctă de cea descrisă mai sus în § Reforma gregoriană a computului. Pentru un an general, se determină mai întâi numărul de aur, apoi se folosesc trei tabele pentru a determina litera dominicală, un "cifru" și data lunii pline paschale, din care urmează data Duminicii Paștelui. Epacta nu apare explicit. Pot fi folosite tabele mai simple pentru perioade limitate (cum ar fi 1900-2199) în timpul cărora cifrul (care reprezintă efectul corecțiilor solare și lunare) nu se schimbă. Detaliile lui Clavius au fost utilizate în construirea metodei, dar nu joacă niciun rol ulterior în utilizarea sa.
J. R. Stockton arată derivarea unui algoritm eficient de calculator care poate fi urmărit până la tabelele din cartea de rugăciuni și Legea Calendarului (presupunând că o descriere a modului de utilizare a Tabelelor este la îndemână) și verifică procesele sale prin calcularea tabelelor corespunzătoare.

#### Date "paradoxale" ale Paștelui
Datorită discrepanțelor dintre aproximările calculului computistic al timpului echinocțiului vernal (emisfera nordică) și fazelor lunare față de valorile reale calculate conform principiilor astronomice, apar ocazional diferențe între data Paștelui conform calculului ecleziastic și data ipotetică a Paștelui calculată prin metode astronomice. Aceste discrepanțe sunt numite "date paradoxale" ale Paștelui.
În Kalendarium din 1474, Regiomontanus a calculat momentul exact al tuturor conjuncțiilor Soarelui și Lunii pentru longitudinea Nürnberg conform Tabelelor Alfonsine pentru perioada 1475-1531. În lucrarea sa, a înregistrat 30 de cazuri în care Paștele conform calculului iulian nu coincidea cu Paștele calculat folosind astronomic Luna Nouă. În optsprezece cazuri data diferă cu o săptămână, în șapte cazuri cu 35 de zile, și în cinci cazuri cu 28 de zile.
Ludwig Lange a investigat și clasificat diferite tipuri de date paradoxale ale Paștelui folosind calculul gregorian. În cazurile când prima lună plină vernală conform calculului astronomic apare într-o duminică și calculul oferă aceeași duminică ca Paște, Paștele sărbătorit are loc cu o săptămână înainte față de Paștele "astronomic" corect ipotetic. Lange a numit acest caz paradox hebdomadal negativ (paradox H−). Dacă calculul astronomic oferă o sâmbătă pentru prima lună plină vernală și Paștele nu este sărbătorit în duminica imediat următoare ci după o săptămână, Paștele conform calculului are loc cu o săptămână mai târziu față de rezultatul astronomic. El a clasificat astfel de cazuri ca paradox hebdomadal pozitiv (paradox H+).
Discrepanțele sunt și mai mari dacă există o diferență în ceea ce privește echinocțiul vernal între teoria astronomică și aproximarea calculului. Dacă luna plină echinocțială astronomică apare înaintea lunii pline echinocțiale computistice, Paștele va fi sărbătorit cu patru sau chiar cinci săptămâni mai târziu. Astfel de cazuri sunt numite paradox echinocțial pozitiv (paradox A+) conform lui Lange. În cazul invers când luna plină echinocțială computistică apare cu o lună înaintea lunii pline echinocțiale astronomice, Paștele este sărbătorit cu patru sau cinci săptămâni mai devreme. Astfel de cazuri sunt numite paradox echinocțial negativ (paradox A−).
Paradoxurile echinocțiale sunt întotdeauna valabile la nivel global pentru întregul Pământ, deoarece secvența echinocțiului și lunii pline nu depinde de longitudinea geografică. În schimb, paradoxurile hebdomadale sunt în majoritatea cazurilor locale și sunt valabile doar pentru o parte a Pământului, deoarece trecerea de la sâmbătă la duminică depinde de longitudinea geografică. Calculele computistice se bazează pe tabele astronomice valabile pentru longitudinea Veneției, pe care Lange a numit-o longitudinea gregoriană.
În secolele al XXI-lea și al XXII-lea datele paradoxale hebdomadale negative ale Paștelui apar în 2049, 2076, 2106, 2119 (global), 2133, 2147, 2150, 2170 și 2174. Datele paradoxale hebdomadale pozitive apar în 2045, 2069, 2089 (global) și 2096. Datele paradoxale echinocțiale pozitive apar în 2019, 2038, 2057, 2076, 2095, 2114, 2133, 2152, 2171 și 2190.
În anii 2076 și 2133 apar paradoxuri duble (echinocțiale pozitive și hebdomadale negative). Paradoxurile echinocțiale negative sunt extrem de rare. Ele apar doar de două ori până în anul 4000: în 2353, când Paștele este cu cinci săptămâni mai devreme, și în 2372, când Paștele este cu patru săptămâni mai devreme.

## Algoritmi

### Observații privind operațiile
În exprimarea algoritmilor de calcul al Paștelui fără utilizarea tabelelor, s-a obișnuit să se folosească doar operațiile matematice de bază:  - Adunare  - Scădere  - Înmulțire  - Împărțire  - Modulo  - Atribuire
Această abordare este compatibilă cu utilizarea calculatoarelor mecanice sau electronice simple. Totuși, această restricție nu este ideală pentru programarea pe calculator, unde sunt disponibile operatori condiționali, instrucțiuni și tabele de căutare.

### Algoritmul lui Gauss pentru calculul Paștelui
În 1800, matematicianul Carl Friedrich Gauss a prezentat acest algoritm pentru calcularea datei Paștelui în calendarul iulian sau gregorian. El a corectat expresia pentru calcularea variabilei p în 1816. În 1800, a afirmat incorect că p = partea întreagă (k/3) = Format:Floor. În 1807, a înlocuit condiția (11M + 11) mod 30 < 19 cu cea mai simplă a > 10. În 1811, a limitat algoritmul său doar la secolele XVIII și XIX, declarând că 26 aprilie este întotdeauna înlocuit cu 19, iar 25 aprilie cu 18 aprilie în condițiile specificate. În 1816, i-a mulțumit studentului său Peter Paul Tittel pentru observația că p era greșit în versiunea originală.
```
gauss_computus_paschalis
:

    
input
(
an
,
 
calendar
)

    
    
a
 
=
 
an
 
%
 
19

    
b
 
=
 
an
 
%
 
4

    
c
 
=
 
an
 
%
 
7

    
if
 
calendar
 
is
 
GREGORIAN
:

        
k
 
=
 
an
 
//
 
100

        
p
 
=
 
(
13
 
+
 
8
 
*
 
k
)
 
//
 
25
  
# corectat (1816), inițial: k // 3

        
q
 
=
 
k
 
//
 
4

        
M
 
=
 
(
15
 
-
 
p
 
+
 
k
 
-
 
q
)
 
%
 
30

        
N
 
=
 
(
4
 
+
 
k
 
-
 
q
)
 
%
 
7

    
else
 
if
 
calendar
 
is
 
JULIAN
:

        
M
 
=
 
15

        
N
 
=
 
6

    
d
 
=
 
(
19
 
*
 
a
 
+
 
M
)
 
%
 
30

    
e
 
=
 
(
2
 
*
 
b
 
+
 
4
 
*
 
c
 
+
 
6
 
*
 
d
 
+
 
N
)
 
%
 
7

    
paste_martie
 
=
 
d
 
+
 
e
 
+
 
22

    
paste_aprilie
 
=
 
d
 
+
 
e
 
-
 
9

    
if
 
paste_aprilie
 
==
 
25
 
and
 
d
 
==
 
28
 
and
 
e
 
==
 
6
 
and
 
a
 
>
 
10
:
  
# modificat (1807), inițial: (11 * M + 11) % 30 < 19

        
paste_aprilie
 
=
 
18

    
if
 
paste_aprilie
 
==
 
26
 
and
 
d
 
==
 
29
 
and
 
e
 
==
 
6
:

        
paste_aprilie
 
=
 
19

    
if
 
paste_martie
 
<=
 
31
:

        
output
(
3
,
 
paste_martie
)

    
else
:

        
output
(
4
,
 
paste_aprilie
)

```

Algoritmul lui Gauss pentru calculul Paștelui poate fi împărțit în două părți pentru analiză. Prima parte urmărește aproximativ orbita Lunii, iar a doua parte aplică o corecție deterministă pentru a obține o duminică după luna plină.
Prima parte constă în determinarea variabilei d, numărul de zile (numărate de la 22 martie) până la ziua de după luna plină. Formula pentru d conține termenii 19a și constanta M. a reprezintă poziția anului în ciclul de 19 ani al fazelor lunare, în care, prin presupunere, mișcarea Lunii față de Pământ se repetă la fiecare 19 ani calendaristici. În trecut, 19 ani calendaristici erau echivalați cu 235 luni lunare (ciclu Metonic), o aproximare bună, deoarece 235 luni lunare înseamnă 6939,6813 zile, iar 19 ani solari au în medie 6939,6075 zile.
Expresia (19a + M) mod 30 se repetă la fiecare 19 ani în cadrul fiecărui secol, deoarece M este determinat pe secol. Ciclul de 19 ani nu are nicio legătură cu „19” din 19a; este doar o coincidență că apare un alt „19”. „19” din 19a provine din corectarea nepotrivirii dintre un an calendaristic și un număr întreg de luni lunare.
Un an calendaristic (nebisect) are 365 de zile, iar cea mai apropiată aproximare cu un număr întreg de luni lunare este 12 × 29,5 = 354 zile. Diferența este de 11 zile, care trebuie corectată prin deplasarea următoarei luni pline cu 11 zile înapoi. Dar în aritmetica modulo 30, scăderea lui 11 este echivalentă cu adăugarea lui 19, de unde și adăugarea lui 19 pentru fiecare an adăugat, adică 19a.
M din 19a + M servește la stabilirea unui punct de plecare corect la începutul fiecărui secol. Este determinat printr-un calcul care ia în considerare numărul de ani bisecți până la acel secol, unde k inhibă o zi bisectă la fiecare 100 de ani, iar q o reintroduce la fiecare 400 de ani, rezultând (k − q) ca numărul total de inhibiții ale modelului de zi bisectă la fiecare patru ani. Astfel, adăugăm (k − q) pentru a corecta zilele bisecte care nu au avut loc niciodată. p corectează faptul că orbita lunară nu poate fi descrisă complet în termeni întregi.
Intervalul de zile luat în considerare pentru luna plină în determinarea Paștelui este de la 21 martie (ziua echinocțiului de primăvară ecleziastic) până la 18 aprilie – un interval de 29 de zile. Cu toate acestea, în aritmetica modulo 30 a variabilei d și constantei M, ambele putând avea valori întregi în intervalul 0–29, intervalul este de 30. Prin urmare, se fac ajustări în cazurile critice. Odată determinat d, acesta reprezintă numărul de zile de adăugat la 22 martie (ziua de după cea mai timpurie lună plină permisă, care coincide cu echinocțiul ecleziastic de primăvară) pentru a obține data zilei de după luna plină.
Astfel, prima dată posibilă a Paștelui este 22 martie + d + 0, deoarece Paștele sărbătorește duminica de după luna plină ecleziastică; adică, dacă luna plină cade duminică, 21 martie, Paștele se sărbătorește 7 zile după, iar dacă luna plină cade sâmbătă, 21 martie, Paștele este următoarea zi, 22 martie.
A doua parte constă în găsirea lui e, zilele suplimentare de offset care trebuie adăugate la offset-ul d pentru a ajunge la o duminică. Deoarece săptămâna are 7 zile, offset-ul trebuie să fie între 0 și 6 și determinat prin aritmetica modulo 7. e este determinat calculând 2b + 4c + 6d + N mod 7. Aceste constante pot părea ciudate la început, dar sunt ușor de explicat dacă ne amintim că operăm în aritmetica modulo 7. În primul rând, 2b + 4c asigură corectarea faptului că zilele săptămânii se deplasează pentru fiecare an.
Un an normal are 365 de zile, dar 52 × 7 = 364, așa că 52 de săptămâni complete lasă o zi în minus. Prin urmare, în fiecare an consecutiv, ziua săptămânii „alunecă cu o zi înainte”, adică dacă 6 mai a fost o miercuri într-un an, va fi joi în anul următor (ignorând anii bisecți). Atât b, cât și c cresc cu 1 pentru o avansare de un an (ignorând efectele modulo). Expresia 2b + 4c crește astfel cu 6 – dar amintim că aceasta este echivalentă cu scăderea cu 1 modulo 7.
Scăderea cu 1 este exact ceea ce este necesar pentru un an normal – deoarece ziua săptămânii alunecă cu o zi înainte, ar trebui să compensăm cu o zi mai puțin pentru a ajunge la ziua corectă (adică duminică). Pentru un an bisect, b devine 0, iar 2b este astfel 0 în loc de 8 – care, modulo 7, este o altă scădere cu 1 – adică o scădere totală cu 2, deoarece zilele săptămânii după ziua bisectă din acel an alunecă cu două zile înainte.
Expresia 6d funcționează similar. Creșterea lui d cu un număr y indică faptul că luna plină are loc cu y zile mai târziu în acel an și, prin urmare, ar trebui să compensăm cu y zile mai puțin. Adăugarea lui 6d este modulo 7 echivalentă cu scăderea lui d, care este operația dorită. Astfel, din nou, facem scădere prin adunare în aritmetica modulară. În total, variabila e conține pasul de la ziua de după luna plină până la cea mai apropiată duminică următoare, între 0 și 6 zile înainte. Constanta N oferă punctul de plecare pentru calculele fiecărui secol și depinde de locul în care 1 ianuarie, anul 1 a fost plasat implicit la construirea calendarului gregorian.
Expresia d + e poate produce offset-uri în intervalul 0–35, indicând duminici posibile ale Paștelui între 22 martie și 26 aprilie. Din motive de compatibilitate istorică, toate offset-urile de 35 și unele de 34 sunt reduse cu 7, sărind o duminică înapoi la ziua lunii pline (folosind efectiv un e negativ de −1). Aceasta înseamnă că 26 aprilie nu este niciodată Paște și că 19 aprilie este suprareprezentat. Aceste corecții ulterioare sunt doar din motive istorice și nu au nicio legătură cu algoritmul matematic. Offset-ul de 34 este ajustat dacă (și numai dacă) d = 28 și d = 29 în altă parte a ciclului de 19 ani.
Folosirea algoritmului lui Gauss pentru anii anteriori lui 1583 este lipsită de sens din punct de vedere istoric, deoarece calendarul gregorian nu a fost utilizat pentru determinarea Paștelui înainte de acel an. Utilizarea algoritmului în viitorul îndepărtat este îndoielnică, deoarece nu știm cum vor defini diferite biserici Paștele în viitor. Calculele Paștelui se bazează pe acorduri și convenții, nu pe mișcările cerești reale sau pe fapte istorice incontestabile.

### Algoritmul Gregorian anonim
| Deîmpărțit           | Împărțitor | Cât | Rest |
| -------------------- | ---------- | --- | ---- |
| an                   | 19         | N/A | a    |
| an                   | 100        | b   | c    |
| b                    | 4          | d   | e    |
| b + 8                | 25         | f   | N/A  |
| b − f + 1            | 3          | g   | N/A  |
| 19a + b − d − g + 15 | 30         | N/A | h    |
| c                    | 4          | i   | k    |
| 32 + 2e + 2i − h − k | 7          | N/A | l    |
| a + 11h + 22l        | 451        | m   | N/A  |
| h + l − 7m + 114     | 31         | n   | o    |

Un "corespondent din New York" a trimis acest algoritm pentru determinarea Paștelui gregorian revistei *Nature* în 1876.  A fost republicat de multe ori, de exemplu:  - în 1877 de Samuel Butcher în *The Ecclesiastical Calendar*,  - în 1916 de Arthur Downing în *The Observatory*,  - în 1922 de H. Spencer Jones în *General Astronomy*,  - în 1977 de *Journal of the British Astronomical Association*,  - în 1977 de *The Old Farmer's Almanac*,  - în 1988 de Peter Duffett-Smith în *Practical Astronomy with your Calculator*,  - și în 1991 de Jean Meeus în *Astronomical Algorithms*.